# Aidia pulcherrima
Aidia pulcherrima là một loài thực vật có hoa trong họ Thiến thảo. Loài này được (Merr.) Ridsdale mô tả khoa học đầu tiên năm 1996.